# (35134) 1992 RE
1992 RE (asteroide 35134) é um asteroide da cintura principal. Possui uma excentricidade de 0.10374220 e uma inclinação de 24.34092º.
Este asteroide foi descoberto no dia 4 de setembro de 1992 por Robert H. McNaught em Siding Spring.